# Fecioara Maria
Maria, numită și Fecioara Maria sau Maica Domnului (din ebraică Miryam מרים; n. Sepphoris sau Ierusalim - d. Ierusalim sau Efes) a fost, conform scrierilor Noului Testament, mama lui Iisus din Nazaret. Conform protoevangheliei după Iacob, Fecioara Maria a fost fiica lui Ioachim și Ana. Conform Noului Testament, în momentul conceperii lui Iisus Hristos, fapt ce i-a fost revelat de Arhanghelul Gavriil, ea era logodnica lui Iosif din Nazaret. În tradiția creștină (ortodoxă, catolică, anglicană și luterană), precum și în cea musulmană, a rămas prin minune fecioară în timpul conceperii și nașterii lui Iisus.
Al treilea sinod ecumenic, ținut la Efes în anul 431, convocat pentru a dezbate asupra învățăturii dioprosopiste a patriarhului Nestorie, a confirmat învățătura Bisericii primare cu privire la Maica Domnului (gr. Theotokos, "Născătoarea de Dumnezeu"). Conform definițiilor dogmatice adoptate de acest sinod ecumenic, la fel cum păcatul a venit în lume printr-o femeie (Eva), tot printr-o femeie (Maria) a venit în lume și mântuirea. Maria a fost denumită de aceea „noua Evă”.
Venerarea Mariei ca fecioară joacă un rol important deopotrivă în bisericile ortodoxe, cea catolică, cea anglicană și cele orientale. Un număr foarte mare de biserici și catedrale îi poartă numele, inclusiv spre exemplu 70% din catedralele franceze. De asemenea, în Coran există un capitol (sură) care îi poartă numele: Sura Maryam (Sura Mariei).

## Sărbătorile Maicii Domnului
Principala sărbătoare a Maicii Domnului este Adormirea Maicii Domnului („Sfânta Maria Mare”), sărbătorită pe 15 august de ortodocși, greco-catolici, romano-catolici și anglicani.
Toți aceștia sărbătoresc pe 8 septembrie Nașterea Maicii Domnului („Sfânta Maria Mică”). Pe 12 septembrie romano-catolicii serbează Sfântul Nume al Mariei, cu referire încrederea în puterea invocării acestui nume. Pe 15 septembrie catolicii sărbătoresc Maica Îndurerată (în latină Mater Dolorosa).
Pe 25 martie biserica catolică și cele ortodoxe sărbătoresc Buna Vestire. În limbaj popular sărbătoarea se numește Blagoveștenie.
Bisericile ortodoxe, greco- și romano-catolice sărbătoresc pe 21 noiembrie Intrarea în Biserică a Maicii Domnului (sau Aducerea Maicii Domnului la Templu, când Sf. Maria avea trei ani). În limbaj popular sărbătoarea se numește Ovidenie.
Biserica romano-catolică mai sărbătorește Neprihănita Zămislire pe 8 decembrie.
Biserica anglicană mai sărbătorește Purificarea Sfintei Fecioare Maria pe 2 februarie, un aspect al sărbătorii ortodoxe și catolice Întâmpinarea Domnului.
Bisericile ortodoxe și cele greco-catolice mai sărbătoresc:
- Adunarea [credincioșilor în cinstea] Preasfintei Fecioare, Născătoare de Dumnezeu / Serbarea Maicii Domnului[5], pe 26 decembrie
- Acoperământul Maicii Domnului pe 1 octombrie
- Izvorul Tămăduirii în vinerea din săptămâna de după Paști
- Zămislirea Sfintei Fecioare de către Sfânta Ana / Zămislirea Sfintei Fecioare de către Sfânta Ana (Neprihănita Zămislire)[5], pe 8 decembrie.
- Punerea în raclă a cinstitului veșmânt al Maicii Domnului / Aducerea veșmântului Născătoarei de Dumnezeu în Biserica Vlaherne[5], la 2 iulie
- Punerea în raclă a brâului Maicii Domnului, la 31 august.

De asemenea, atât catolicii, cât și ortodocșii serbează, în funcție de țară, regiune și tradiție, diverse apariții sau icoane ale Maicii Domnului.

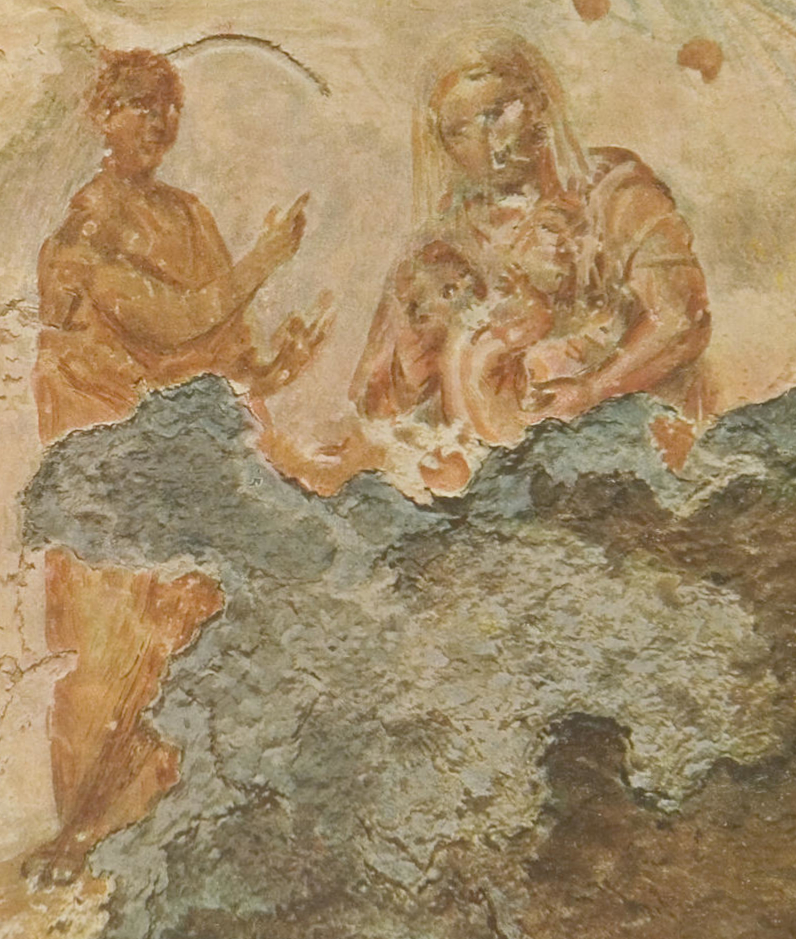
Cea mai veche imagine cunoscută a Maicii Domnului hrănind copilul Iisus, Catacomba Priscillei, Roma (sec. al II-lea)

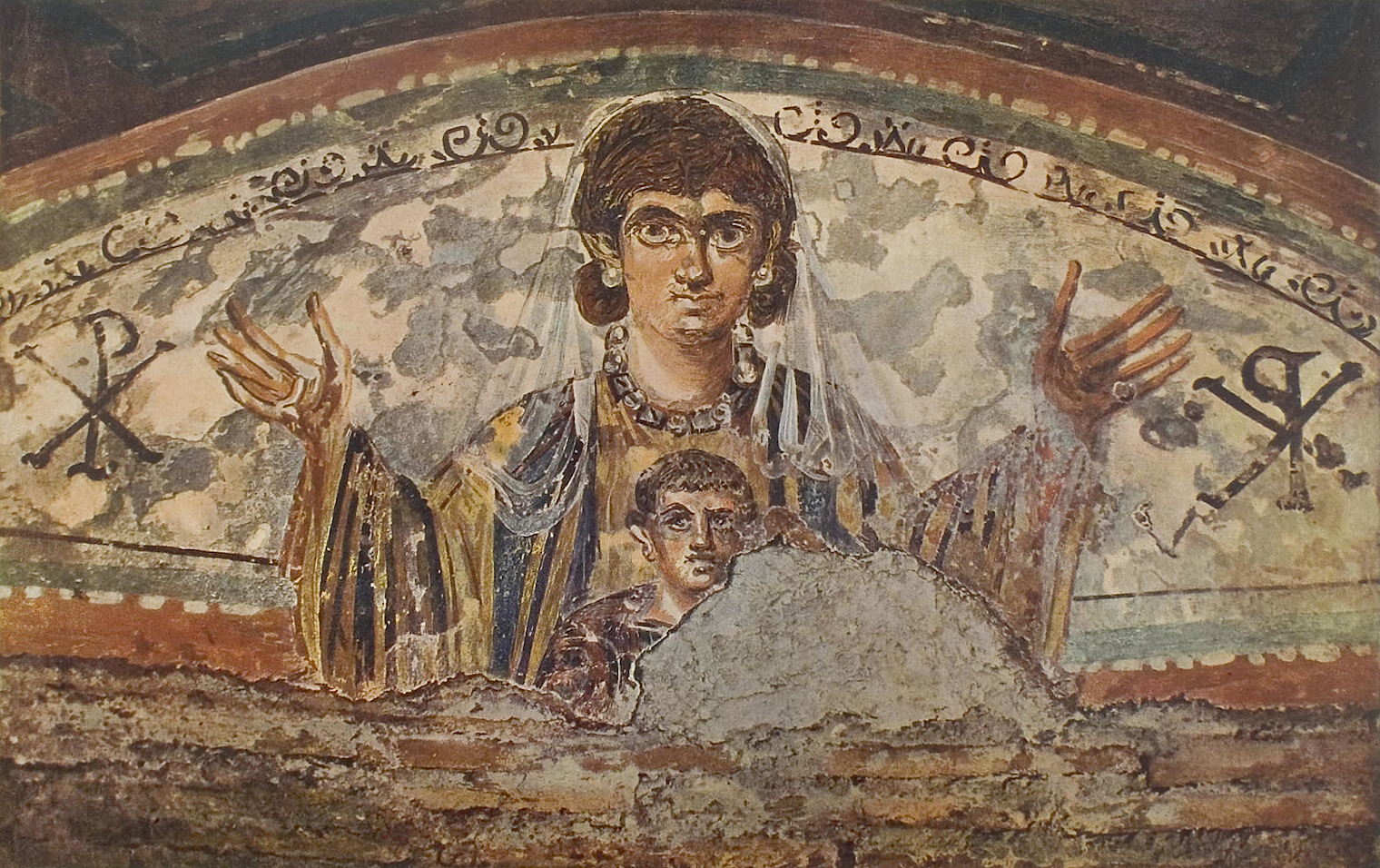
Fecioara cu Pruncul, pictură murală din catacombele timpurii, Roma, secolul IV.

## Titlurile date Fecioarei Maria
Titlurile cele mai des atribuite Fecioarei Maria sunt Maica Domnului (Our Lady, Notre Dame, Nuestra Señora, Nossa Senhora, Madonna, numele după care ea este cunoscută cel mai des), Binecuvântata Fecioară Maria, Regina Cerurilor (Queen of Heaven, Regina Coeli) și altele. Calitățile venerate prin ele sunt sumate în Troparul Maicii Domnului:
"Cuvine-se să te fericim pe tine Născătoare de Dumnezeu, cea pururea fericită și prea nevinovată, și maica Dumnezeului nostru, ceea ce ești mai cinstită decât Heruvimii și mai slăvită fără de asemănare decât Serafimii, care fără stricăciune pe Dumnezeu Cuvântul ai născut. Pe tine, cea cu adevărat Născătoare de Dumnezeu, te mărim."
Lucrările teologice se referă la termenul grec Theotokos și echivalentele sale latine Deipara și Dei genetrix, traduse ca Născătoare de Dumnezeu sau Purtătoarea de Dumnezeu. Acestea sunt utilizate pentru a accentua că fiul Mariei, Iisus Hristos, este Dumnezeu. Conciliul de la Efes susține ca părinții bisericii nu au ezitat să vorbească despre Fecioara Maria ca fiind Maica Domnului, condamnând doctrina nestoriană, care susținea că Maria a fost doar mama lui Iisus-omul, nu și a lui Iisus-Dumnezeu.
"Maica precistă" este un alt nume folosit pentru Fecioara Maria, cuvântul "precistă" fiind de origine slavonă, prĕčista, și având sensul de neprihănită, de o curățenie morală desăvârșită.

### Numele ei în alte limbi
Numele Maria potrivit unor surse înseamnă "copil dorit". Altii interpretează numele ca insemnând „amărăciune” și se pronunță în ebraică Miryam מרים, în arabă Miryam sau Maryam مريم, în greaca Septuagintei Μαριάμ, Mariam, sau Μαρία, Maria, în etiopiană Māryām, în siriacă Mart Maryam, în latina târzie Maria.
Cuvântul Maria, este în general considerat ca fiind originar din limba ebraică și ar proveni din Maryam cu varianta Miryam, numele surorii mai mari a lui Moise. Pare să fie un nume compus din două elemente: mar însemnând picătură și yâm însemnând mare. Sfântul Ieronim cunoștea această etimologie, deoarece declara că Maria înseamnă Stilla Maris, "picătură din mare". După el, unii copiști au citit greșit cuvântul stilla, picătură, și au scris stella, stea. De aici provine titlul "Steaua Mării" și cântecul Ave, maris stella, "Bucură-te, o, stea a mării". Eroarea nu trebuie regretată, deoarece a dat loc unei imagini poetice foarte frumoase.
Unii savanți au argumentat că Maryam nu este un cuvânt de origine ebraică, ci egipteană și datează din timpul captivității evreilor în pământul faraonilor. Conform acestei ipoteze, cuvântul ar fi compus din două părți, dintre care prima înseamnă „a iubi, a alege pe cineva”, iar a doua parte este numele zeului Amon. În transcriere grecească cuvântul a devenit Mariamne, însemnând "aleasă, iubită de Amon". Pentru creștini, cuvântul Maria, după transcrierea ebraică, și Mariana, după transcrierea grecească, înseamnă „aleasă, iubită de Dumnezeu”.

## Viața

### Conform Vechiului Testament
Cuvântul ebraic almah din Isaia 7:14 nu desemnează sau nu desemnează neapărat o virgină. Conform listei lui Edersheim, almah înseamnă adolescentă (fată aflată la începutul pubertății). Vârsta maximă a unei almah era de doisprezece ani împliniți, sau între doisprezece și paisprezece ani, conform altor surse. De asemenea, cuvântul grecesc folosit de Matei (parthenos) nu înseamnă neapărat fecioară, ci poate desemna vârsta, nu puritatea sexuală. Prin urmare, conform Bibliei Maria era o adolescentă sub treisprezece/paisprezece ani în momentul în care a rămas gravidă. O altă soluție este să admitem că Isaia nu s-a referit la conceperea lui Isus.

### Conform Noului Testament
În Noul Testament se găsesc relativ puține referințe la Maria, iar dintre acestea cele mai numeroase în capitolul întâi al evangheliei după Luca (Luca 1:26-56). Acolo este menționată ca tânără logodită. Conform evangheliei după Luca (Luca 1:28), a fost vizitată de un înger, care a salutat-o cu cuvântul κεχαριτωμενη (participiu pasiv de la χαριτω, "plăcut"), ceea ce a fost tradus prin "plină de grație divină". După salutul îngerului, acesta i-a vestit că fără să cunoască bărbat, va da naștere unui fiu, care va fi Mesia așteptat de popor.
Încrederea în Dumnezeu și smerenia Mariei sunt trăsături scoase în evidență în Evanghelia după Luca și au stat la baza supra-cinstirii Mariei în mediile creștine de mai târziu.
Cu ocazia prezentării pruncului Iisus în templul din Ierusalim, bătrânul Simeon i-a proorocit Mariei suferințele pe care le va trăi (Luca 2:35). Doar evanghelia lui Ioan o menționează pe Maria în mod expres ca martoră nemijocită a crucificării fiului ei. Ultima dată este evocată în cartea Faptele Apostolilor (Apostolilor 1:14), ca făcând parte din grupul asupra căruia la Rusalii s-a coborât Duhul Sfânt.
Virginitatea ante-partum a Mariei este atestată în Evanghelia după Matei și în Evanghelia după Luca, dar consensul istoricilor moderni este că informația se bazează pe fundamente istorice extrem de fragile. Ambele evanghelii folosesc nașterea de către o virgină pentru a proclama teze teologice, Matei că nașterea lui Isus este împlinirea profeției și a promisiunii lui Dumnezeu dată de numele Emmanuel, „Dumnezeu este cu noi”, pentru Luca, aceea că istoria creațiunii lui începută în Cartea Genezei se îndreaptă către împlinirea ei, iar în ambele accentul cade pe acceptul Mariei de a naște în mod miraculos mai degrabă decât pe virginitatea ei. Ambele sunt datate în mod probabil în perioada 80-100 d.Hr., ambele sunt anonime (atribuirile către Matei și Luca au fost adăugate în secolul al II-lea d.Hr.), fiind aproape cert că niciuna dintre ele nu se bazează pe mărturiile martorilor oculari. (Raymond E. Brown a sugerat în 1973 că Iosif era sursa poveștii lui Matei, iar Maria celei a lui Luca, dar istoricii moderni consideră asta extrem de improbabil). Dogma fecioriei ei nu este menționată în alte dintre scrierile Noului Testament, iar ea este rezultatul narațiunilor create de cei doi autori de evanghelii bazându-se pe idei care circulau în cercurile creștine în jur de 65 d.Hr.
Termenul de logodnă este o traducere greșită a conceptului de kiddushin, din punct de vedere al legii iudaice cei denumiți în traduceri greșite (incluzând greaca Noului Testament) drept „logodiți” erau deja soț și soție. În realitate la evreii antici nu existau logodne, ci doar căsătorii, fiecare căsătorie era după câtva timp urmată de altă ceremonie, de consumare a căsătoriei. Deci în loc să vorbim de logodnă urmată de căsătorie, corect din punct de vedere istoric este să vorbim despre căsătorie urmată de ceremonia de consumare a căsătoriei.
„Se pare că Mt. 1.18; Lc. 2.5 nu au înțeles practica” qiddushin-ului. „Este ciudat că Noul Testament nu a menționat căsătoria ulterioară între Maria și Iosif, deși ei au făcut și alți copii (Mc. 6.3; Mt. 13.55-56—comentatorii creștini au înțeles din astea alte grade de rudenie, de la frați și surori după un singur părinte la veri).” Pedeapsa reală pentru adulter era divorțul și nu pedeapsa cu moartea. Divorțul era destul de frecvent la evreii antici.
„Unii cercetători au sugerat că Isus era mamzer” [copil ilegitim].
Michael Coogan susține că Sfântul Pavel credea că Sfântul Iosif l-a conceput pe Isus, „Iosif «nu a cunoscut-o pe» Maria «până când ea a dat naștere unui fiu»” (ea nu a rămas virgină, conform Sfântului Matei). Conform Matei 13:55-56, Iacov, Iosif, Simon și Iuda sunt frații Lui Iisus, deci copii născuți de Maria, interpretare respinsă de catolici, ortodocși și o parte din protestanți. Conform multor teologi ortodocși, catolici și protestanți, Maria a rămas fecioară după nașterea lui Isus, lucru pe care Biblia nu-l afirmă nicăieri, iar miracolele (cum ar fi nașterile miraculoase) nu pot fi confirmate drept evenimente istorice reale datorită metodologiei naturaliste a istoriei (Flew 1966: 146; cf. Bradley 1874/1935; Ehrman 2003: 229). Din lipsă de susținere de către Scriptură majoritatea protestanților au abandonat dogma pururei feciorii a Mariei.
Evanghelia după Marcu afirmă că Isus a fost conceput și născut în mod firesc.
Matei 1:18 spune că Maria a fost logodită cu Iosif. Ea ar fi avut doisprezece ani sau puțin mai puțin în timpul evenimentelor descrise în Evanghelii, așa cum în conformitate cu legea evreiască, logodna era posibilă numai pentru minori, ceea ce pentru fete însemna vârsta sub doisprezece ani sau înainte de prima menstruație, oricare dintre acestea survenise mai întâi. Conform obiceiului, nunta ar fi avut loc douăsprezece luni mai târziu, după care mirele își lua mireasa din casa tatălui ei în casa sa. O fată logodnică care a făcut sex cu un alt bărbat decât soțul ei promis era considerată adulteră. Dacă ar fi fost judecați în fața unui tribunal, atât ea, cât și tânărul ar fi fost uciși cu pietre, dar era posibil ca soțul ei logodit să elibereze un act de repudiere, iar acesta, conform lui Matei, era cursul pe care Iosif dorea să îl urmeze înainte de vizita îngerului.

## Conform scrierilor și tradițiilor creștine de mai târziu

### Apocrife creștine și alte scrieri creștine

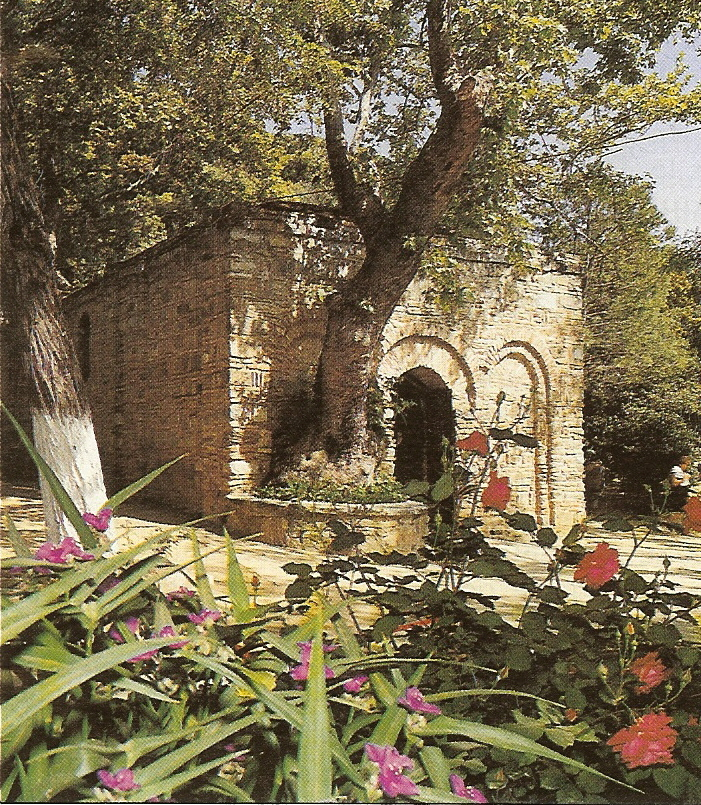
Panaghia Kapuli (Casa Fecioarei Maria din Efes)

Iustin Martirul și Filozoful a descris-o în secolul al II-lea pe Fecioara Maria drept „noua Evă”, care repară păcatul originar. În mod simetric cu Eva, care „a dat naștere nesupunerii și morții” (conceperea lui Cain prin cuvântul Șarpelui), Maria a primit Cuvântul lui Dumnezeu „prin credință și har”, dând naștere Fiului lui Dumnezeu, cel care răscumpără păcatele lumii. Evanghelia după Iacov (apocrifă) susține că Maria ar fi fost un fel de vestală la Templul din Ierusalim, dar asta este o aberație pioasă. Ideea că ei i s-ar fi permis să intre-n Sfânta Sfintelor este o imposibilitate evidentă (enunțul probabil ar fi fost considerat blasfemie de către evreii antici, iar gestul ei drept profanarea Templului).

### Fecioara Maria în surse necreștine
Fecioara Maria este singura femeie pomenită cu numele de Coran.
Ea este privită ca un semn divin pentru omenire, lăudată pentru că și-a apărat castitatea, vrednică de cinstire pentru ascultarea ei.

## Doctrine legate de Maica Domnului
În afară de credința în nașterea Domnului, care-i desparte pe creștini de necreștini, există câteva doctrine privitoare la fecioara Maria, care diferă de la o ramură a creștinismului la alta.
Problema cu care se confruntă teologii care doresc să susțină fecioria perpetuă a Mariei este că Noul Testament afirmă în mod explicit fecioria ei doar înainte de conceperea lui Isus și îi menționează pe frații săi, (adelphoi), cu Marcu și Matei menționându-le numele și Marcu adăugând surori anonime. Cuvântul „adelphos” are doar foarte rar alt sens decât un frate fizic sau spiritual, iar cea mai naturală concluzie este că ei ar fi putut fi copiii lui Iosif cu Maria.

### Concepția imaculată (Neprihănita Zămislire)
Dogmă a Bisericii Catolice din 1854 (Papa Pius al IX-lea), Neprihănita Zămislire spune că Maica Domnului ar fi fost fără de păcat încă din prima clipă a conceperii ei (neatinsă nici măcar de păcatul strămoșesc). Neprihănita Zămislire a Maicii Domnului este sărbătorită în Biserica Catolică anual pe 8 decembrie.

## Venerarea Fecioarei Maria
"Sfânta Fecioară Maria, ca una care s-a învrednicit de cinstea excepțională de a naște cu trup pe Fiul lui Dumnezeu și Mântuitorul lumii, este venerată în cultul ortodox ca cea dintâi și cea mai mare dintre toți sfinții, fiind 'Mai cinstită decât heruvimii și mai preamărită fără de asemănare decât serafimii". De aceea, cinstirea care se dă Mariei în creștinism (ortodox, catolic, anglican) se numește în termeni teologici iperdulie sau supravenerare (sau preacinstire).

### Legenda "Luca pictează pe Sf.Maria"
Potrivit unei legende, Luca ar fi pictat-o pe Sf.Maria de mai multe ori. "Luca pictează pe Sf.Maria" a constituit în ultimele sute de ani tema a numeroase tablouri (El Greco, Derick Baegert, Jan Gossaert, Maarten van Heemskerck, Niklaus Manuel, Rogier van der Weyden ș.a.).
La Mănăstirea Kykkos din Cipru există un tablou atribuit evanghelistului Luca, în care ar fi înfățișată Sf.Maria.

## Fecioara Maria în Islam

Maryam, sura 19, caligrafie arabă.

Musulmanii au un respect deosebit pentru Maria (în limba arabă Maryam). Cartea sfântă a acestora, Coranul, o pomenește cu numele de două ori mai mult decât în Noul Testament, oferind informații despre copilăria sa ce nu se regăsesc în Biblie, ci în Tradiție sau în apocrife. Sura 19 îi poartă numele, Sura Maryam sau Sura Mariei. Coranul relatează că Maria a fost o femeie virtuoasă, cinstită, căreia i s-a vestit nașterea lui Isus (în arabă Isa). La fel ca în narațiunea biblică, Coranul accentuează faptul că Maria a fost fecioară atât înainte, cât și după naștere. De aceea, musulmanii cred în fecioria Mariei, pe care o consideră una din cele mai nobile și mai preacurate femei. Maria este singurul nume feminin pomenit în Coran.

## În media
În filmul The Nativity Story (2006), fecioara Maria este prezentată drept o adolescentă logodită cu Iosif. Acest rol a fost jucat de Keisha Castle-Hughes, care a împlinit 16 ani în anul 2006.

## Galerie

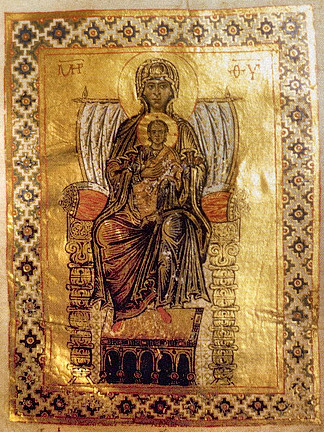
Theotokos Panachranta, din sec. al XI-lea Gertrude Psalter
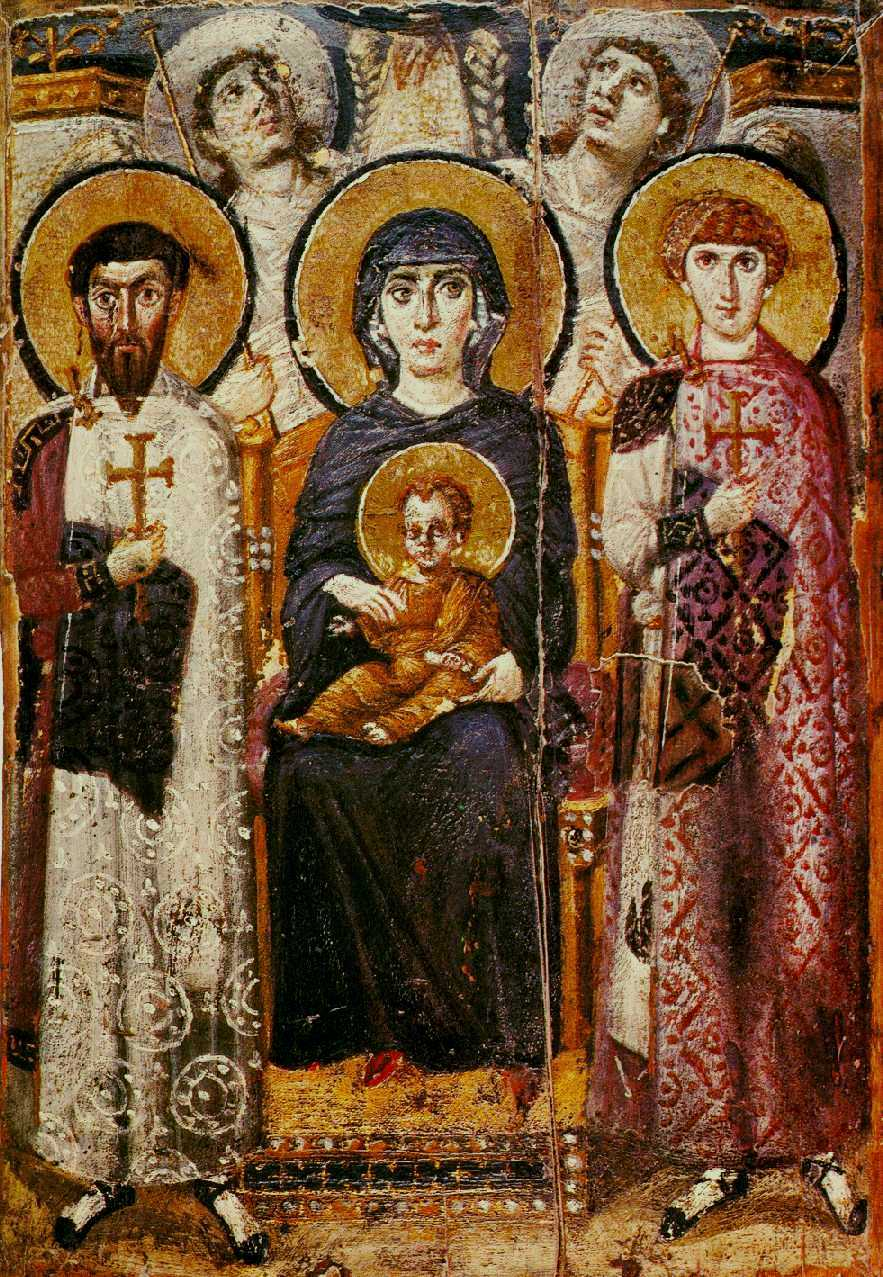
Maica Domnului, sec. al VI-lea, Mănăstirea Sfânta Ecaterina din Muntele Sinai
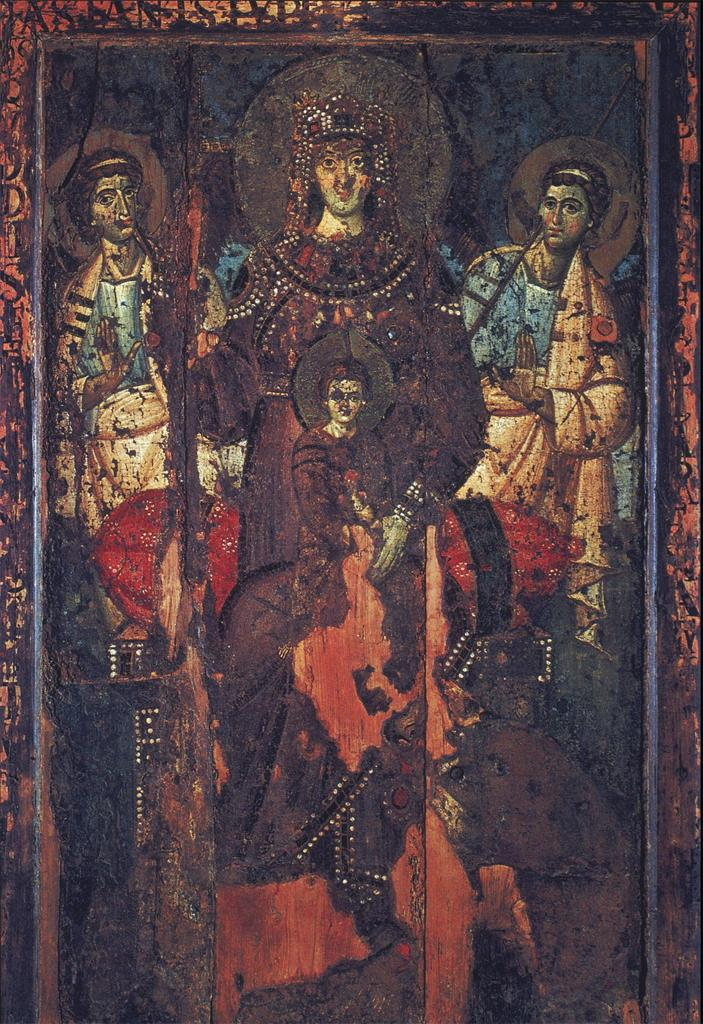
Madonna della Clemenza, sec. al VIII-lea, Bazilica Santa Maria in Trastevere, Roma
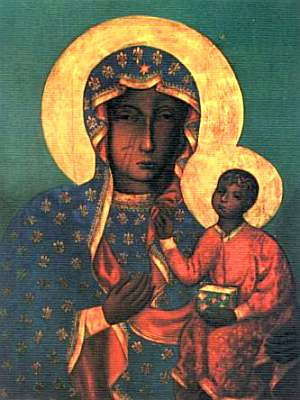
Icoana Madonei Negre de la Częstochowa.
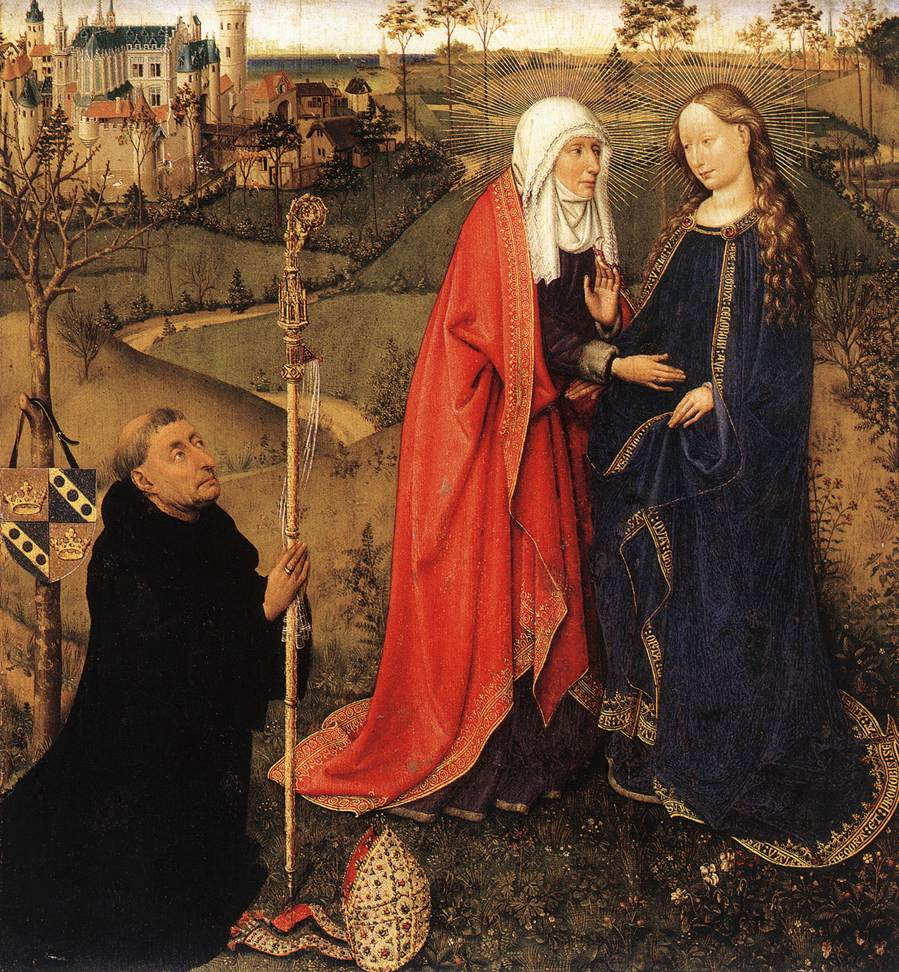
Vizita Mariei la Elisabeta, din altarul mânăstrii St Vaast de Jacques Daret, 1434–1435
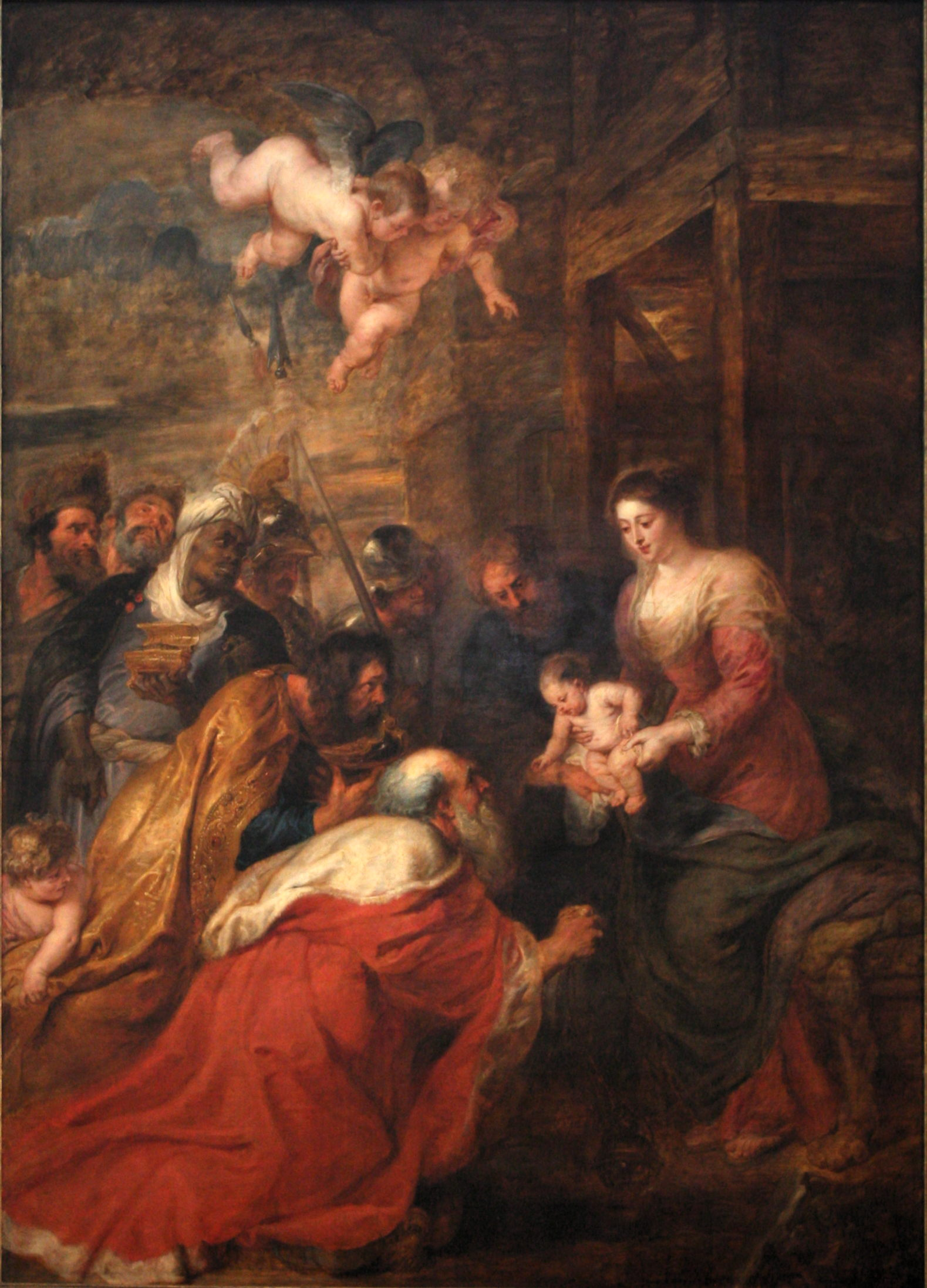
Adorarea magilor, Rubens, 1634
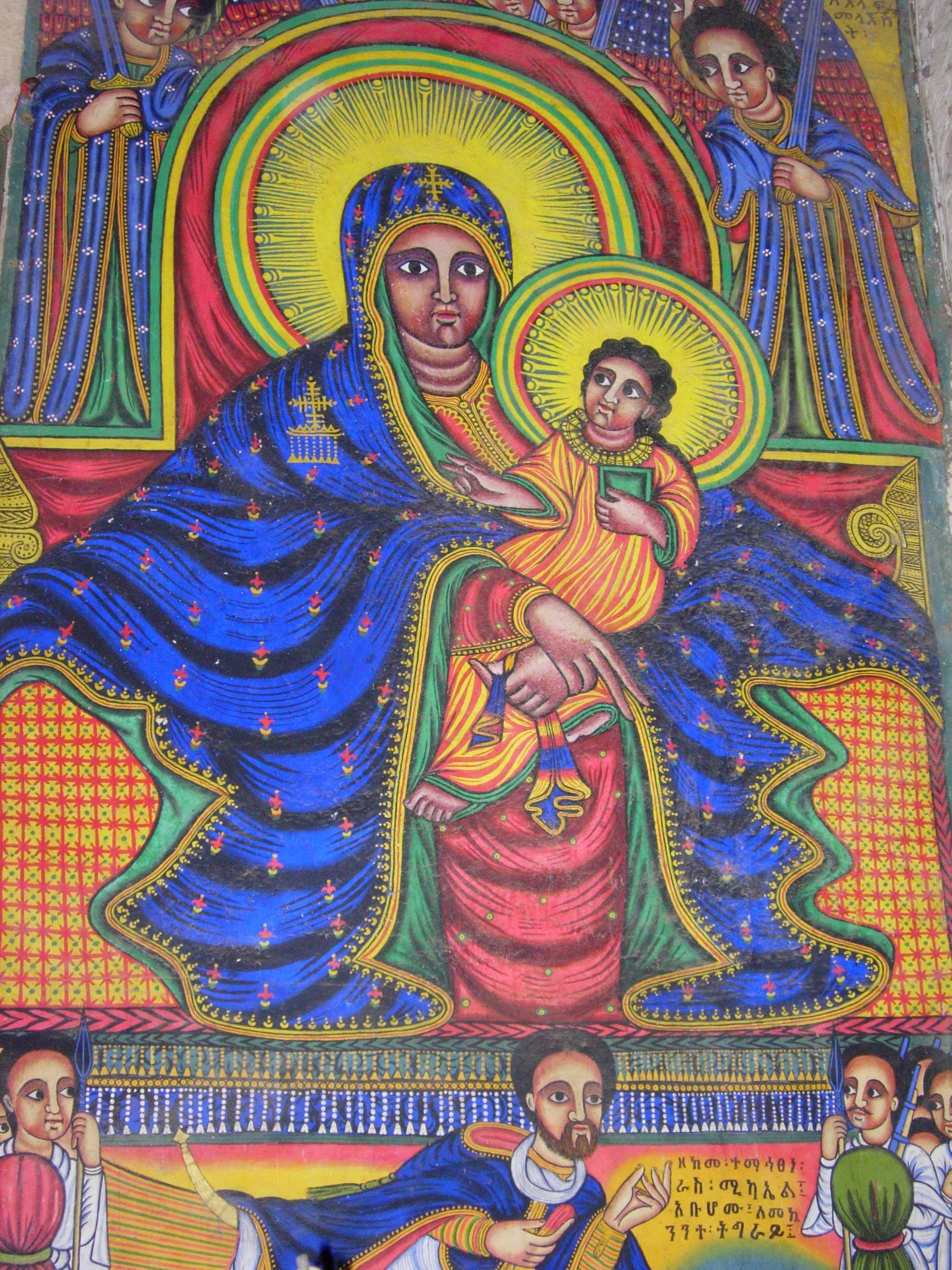
Fecioara neagră și Copilul Isus, Axum, Etiopia
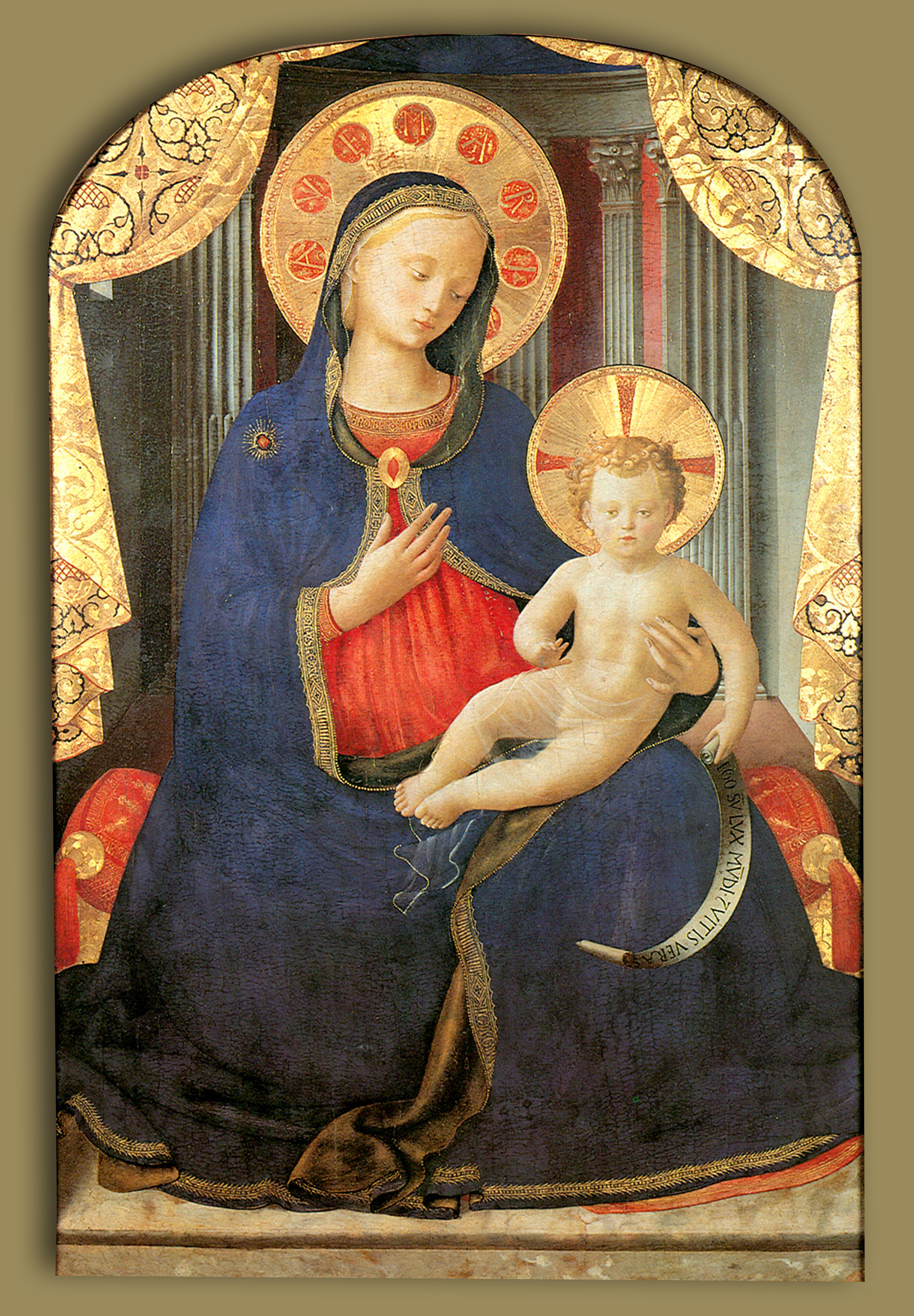
Madona smereniei de Fra Angelico, c. 1430.
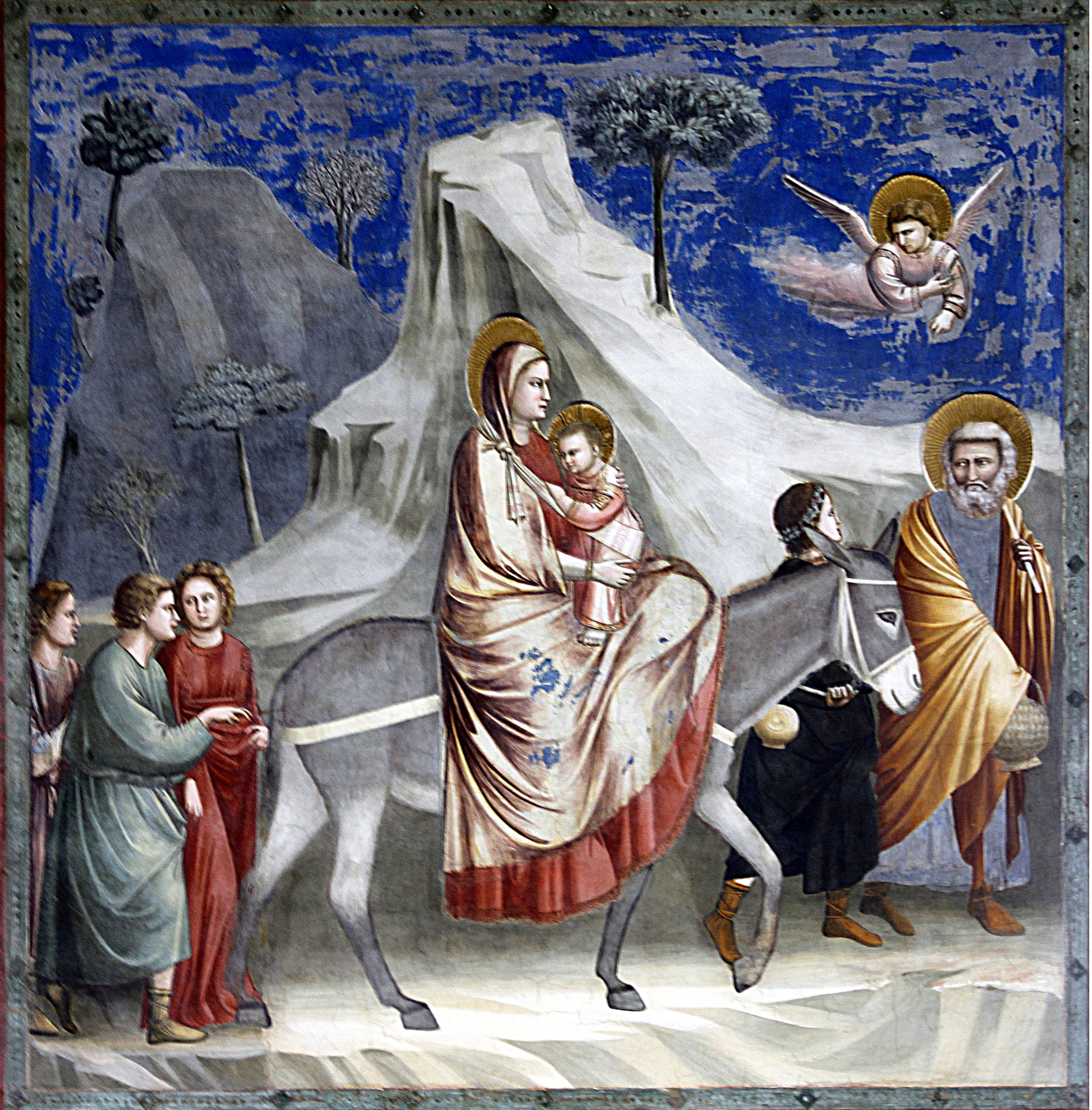
Fuga în Egipt de Giotto c. 1304
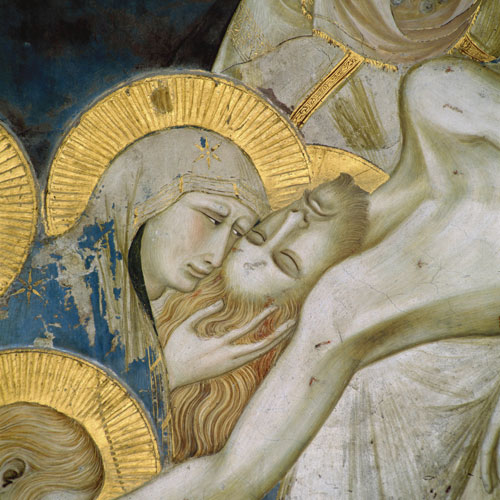
Plângerea lui Isus de Pietro Lorenzetti, Bazilica din Assisi, 1310–1329
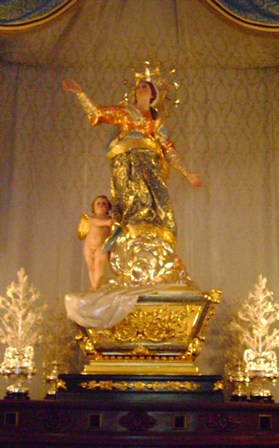
Adormirea Maicii Domnului, statuie, 1808 Ghaxaq, Malta
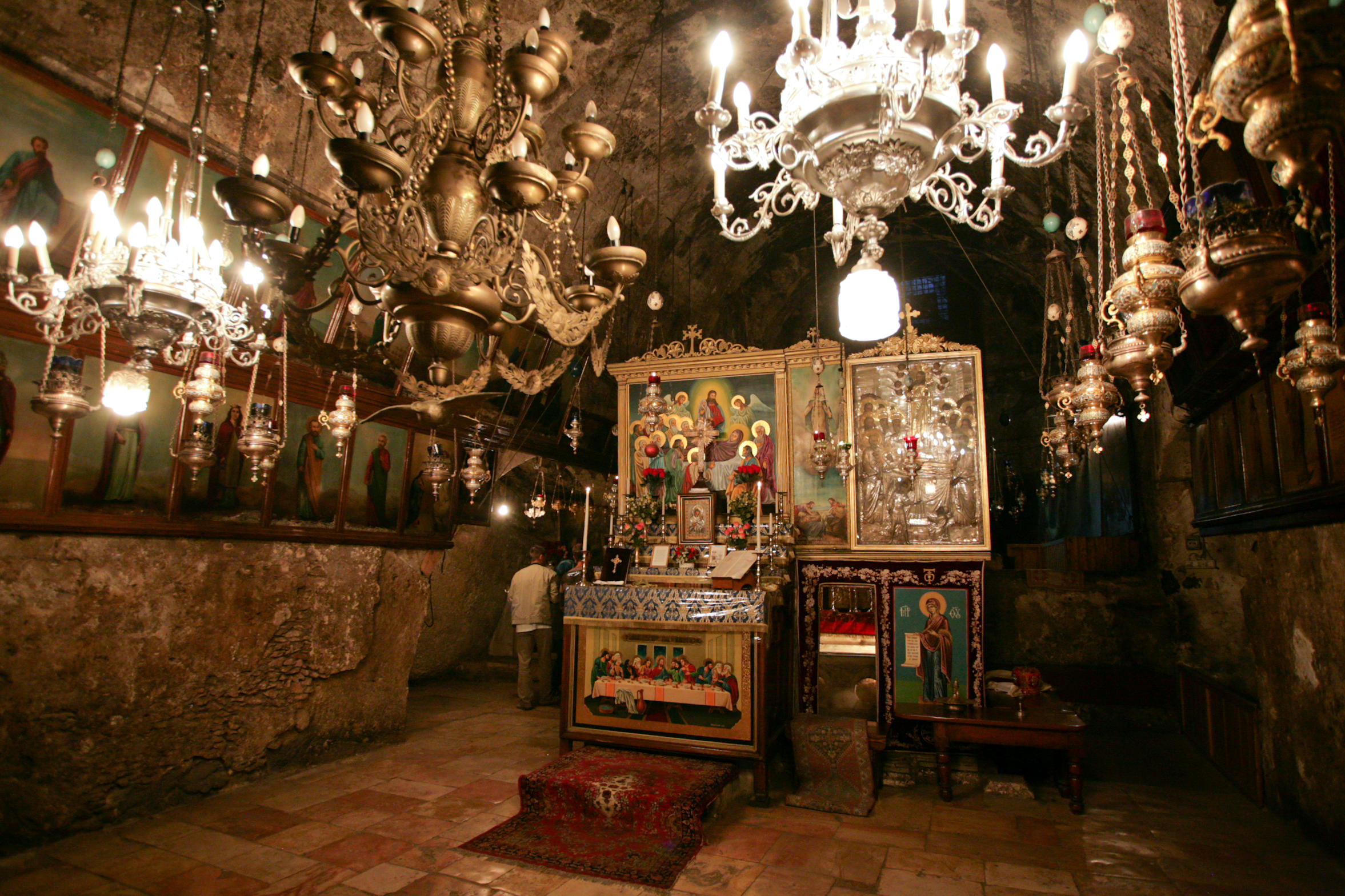
În interiorul mormântului Maicii Domnului, la poalele Muntelui Măslinilor, Ierusalim
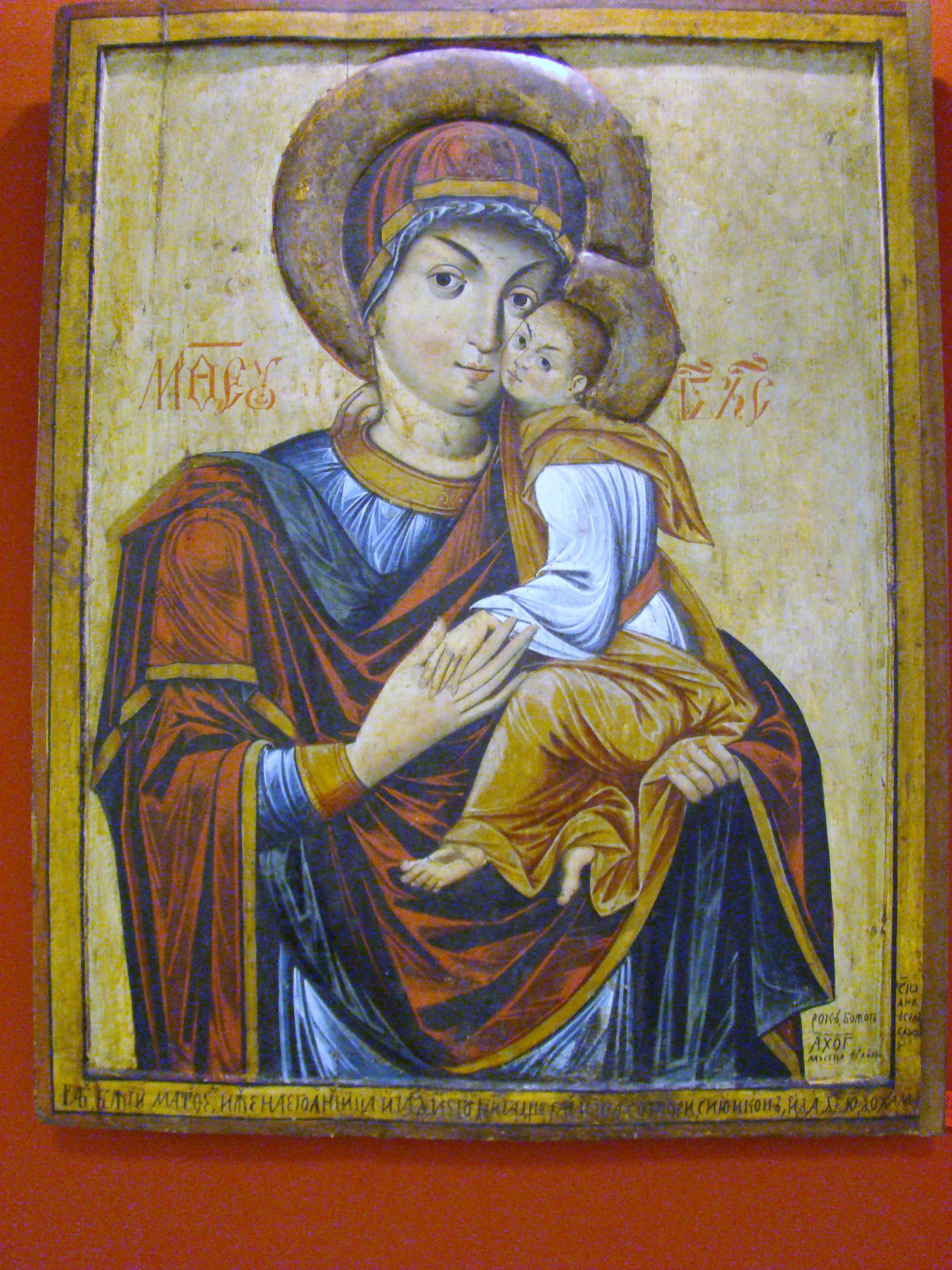
Maica Domnului cu Pruncul, Ilișua, Bistrița-Năsăud (Luca din Iclod, 1673)
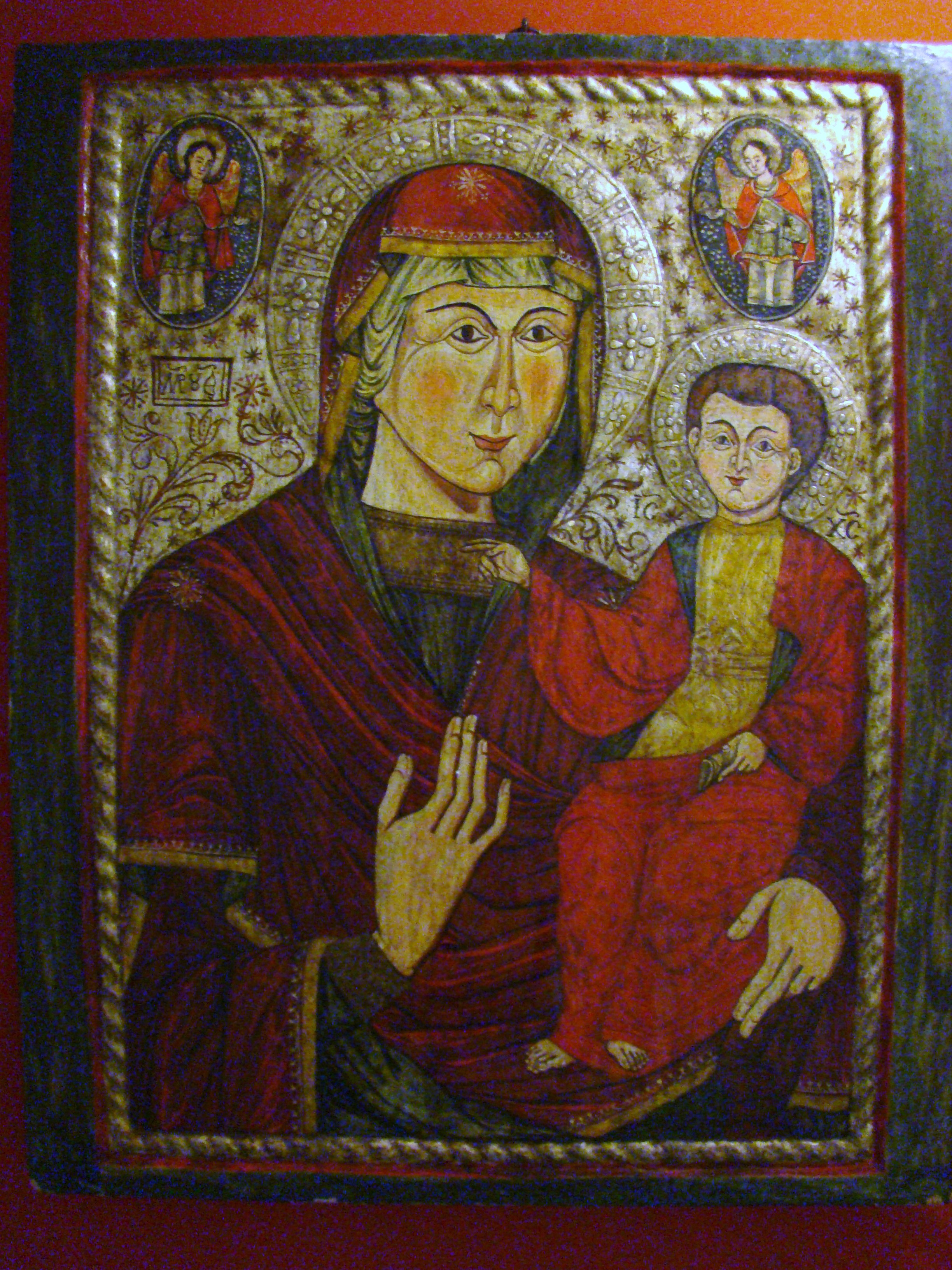
Maica Domnului cu Pruncul (Nechita Zugrav, 1760)
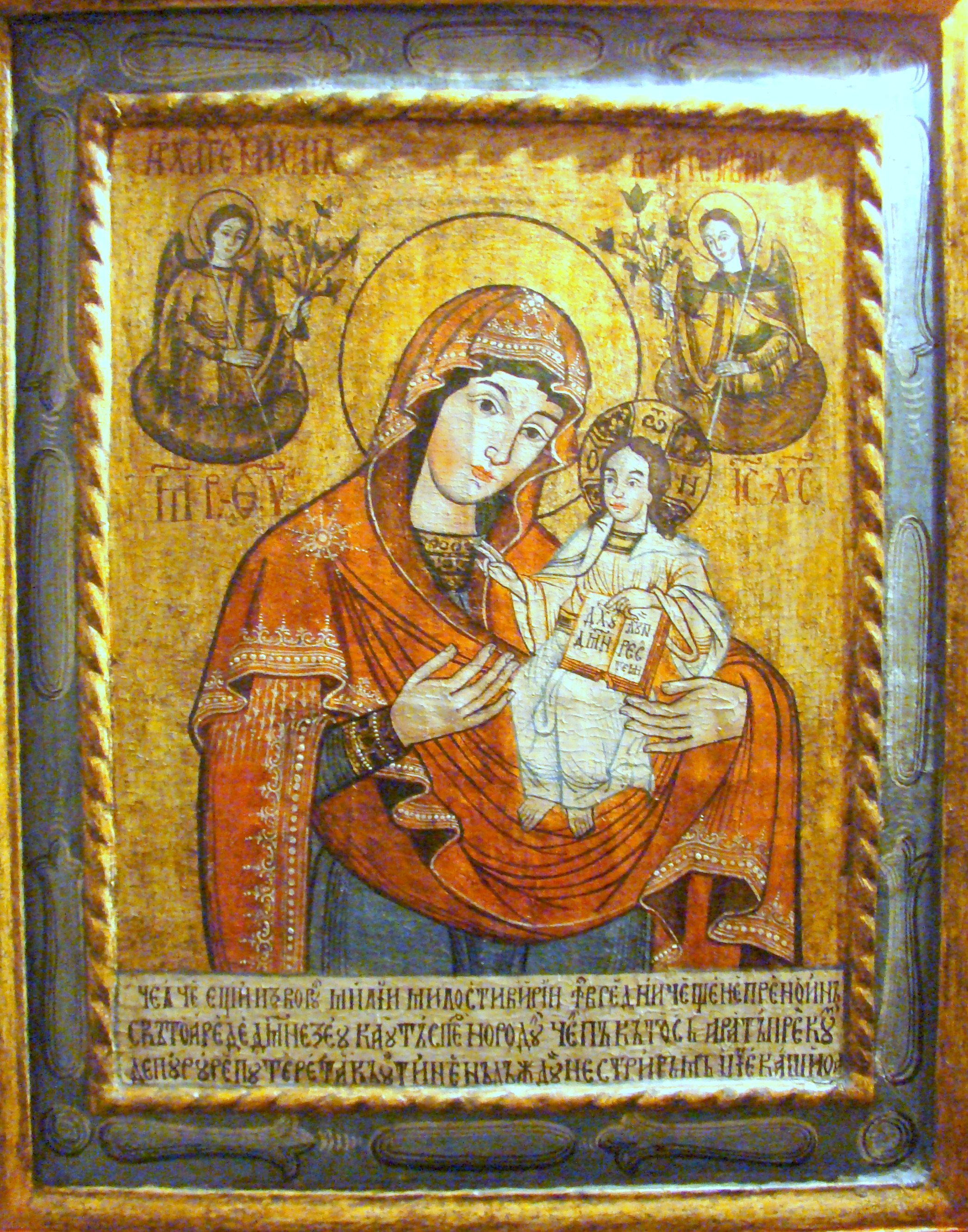
Maica Domnului cu Pruncul (Popa Ștefan Zugrav, 1774)
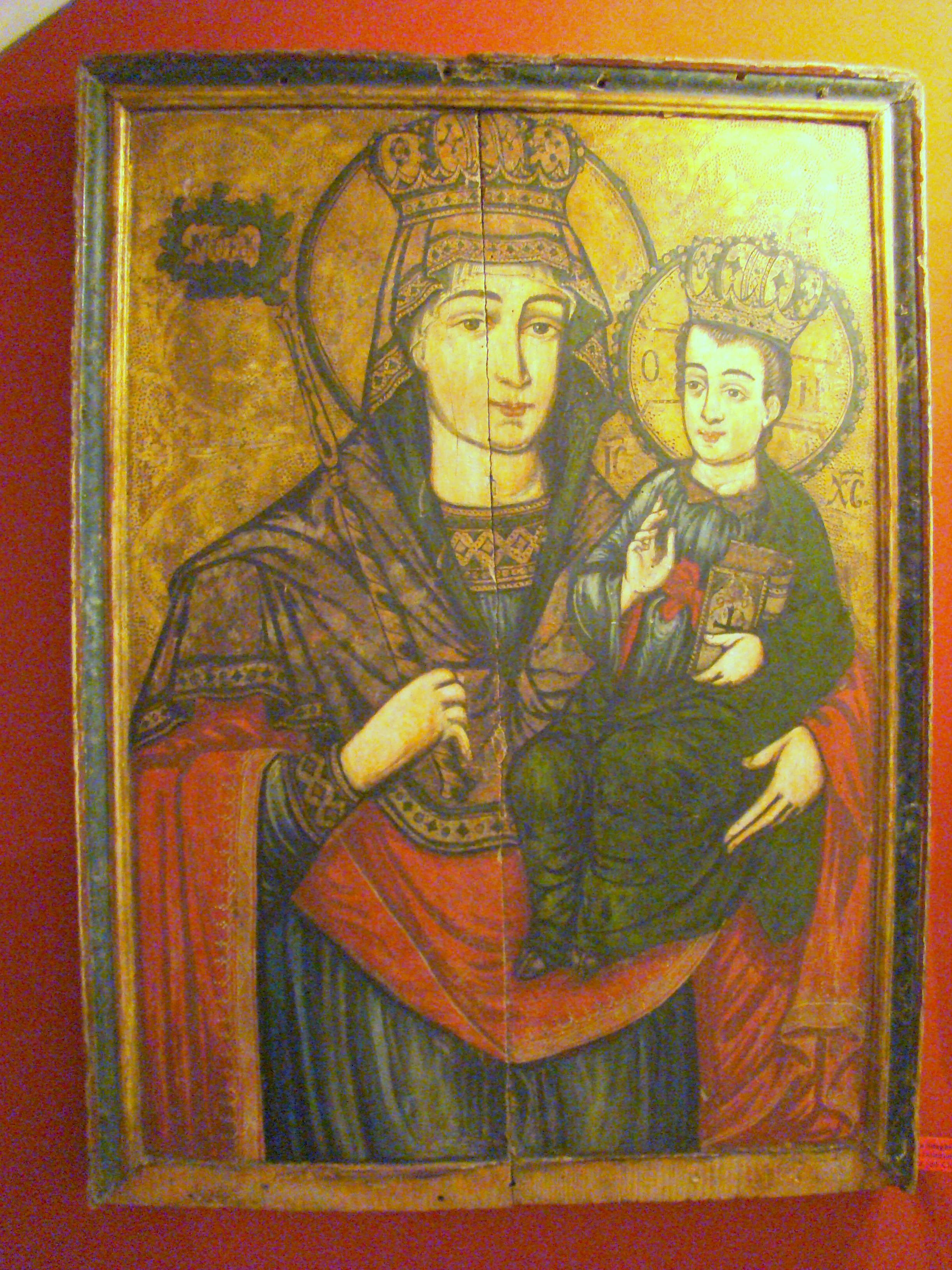
Maica Domnului cu Pruncul, icoană din colecția Arhiepiscopiei Clujului
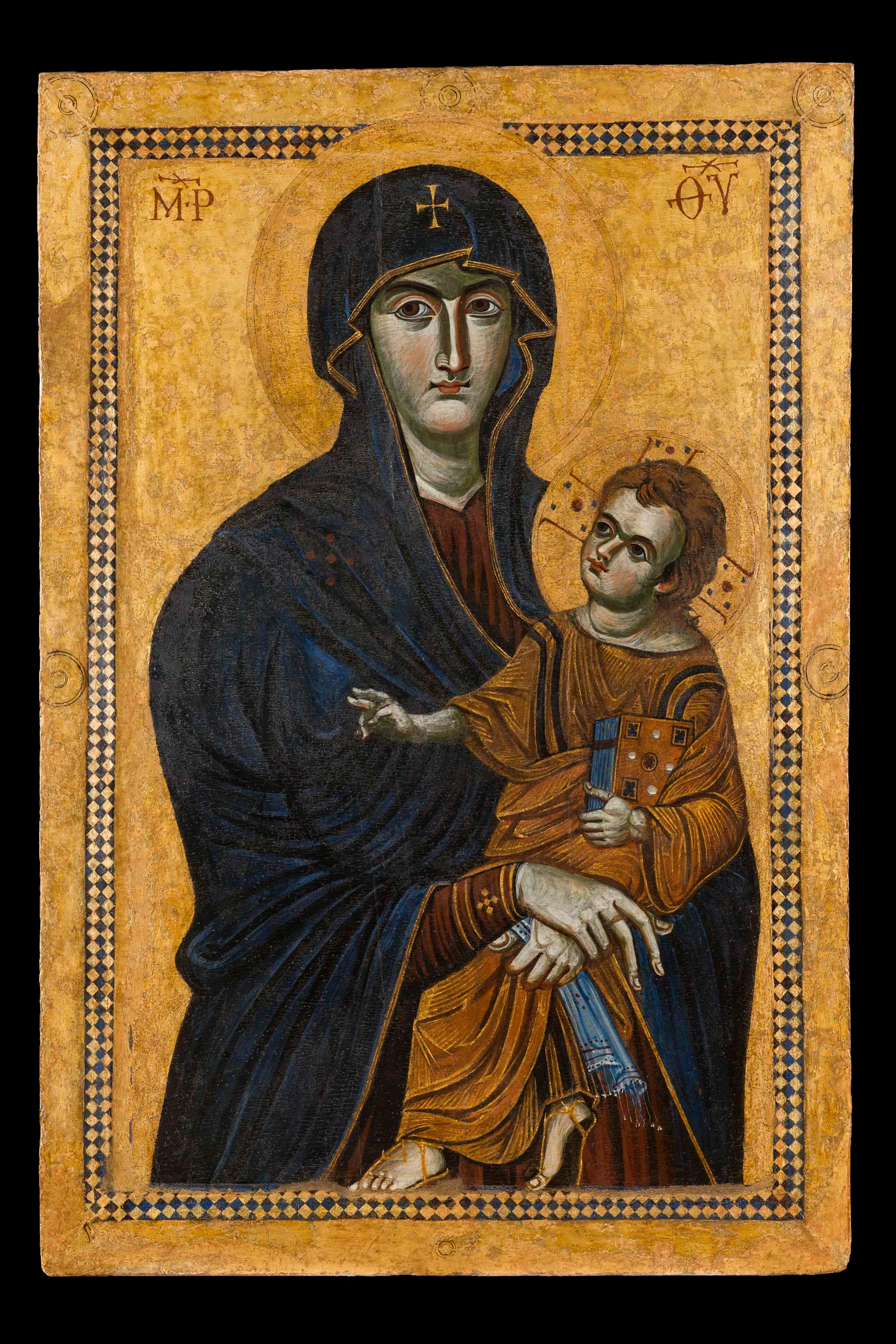
Icoana Salus populi Romani, Bazilica Santa Maria Maggiore, Roma
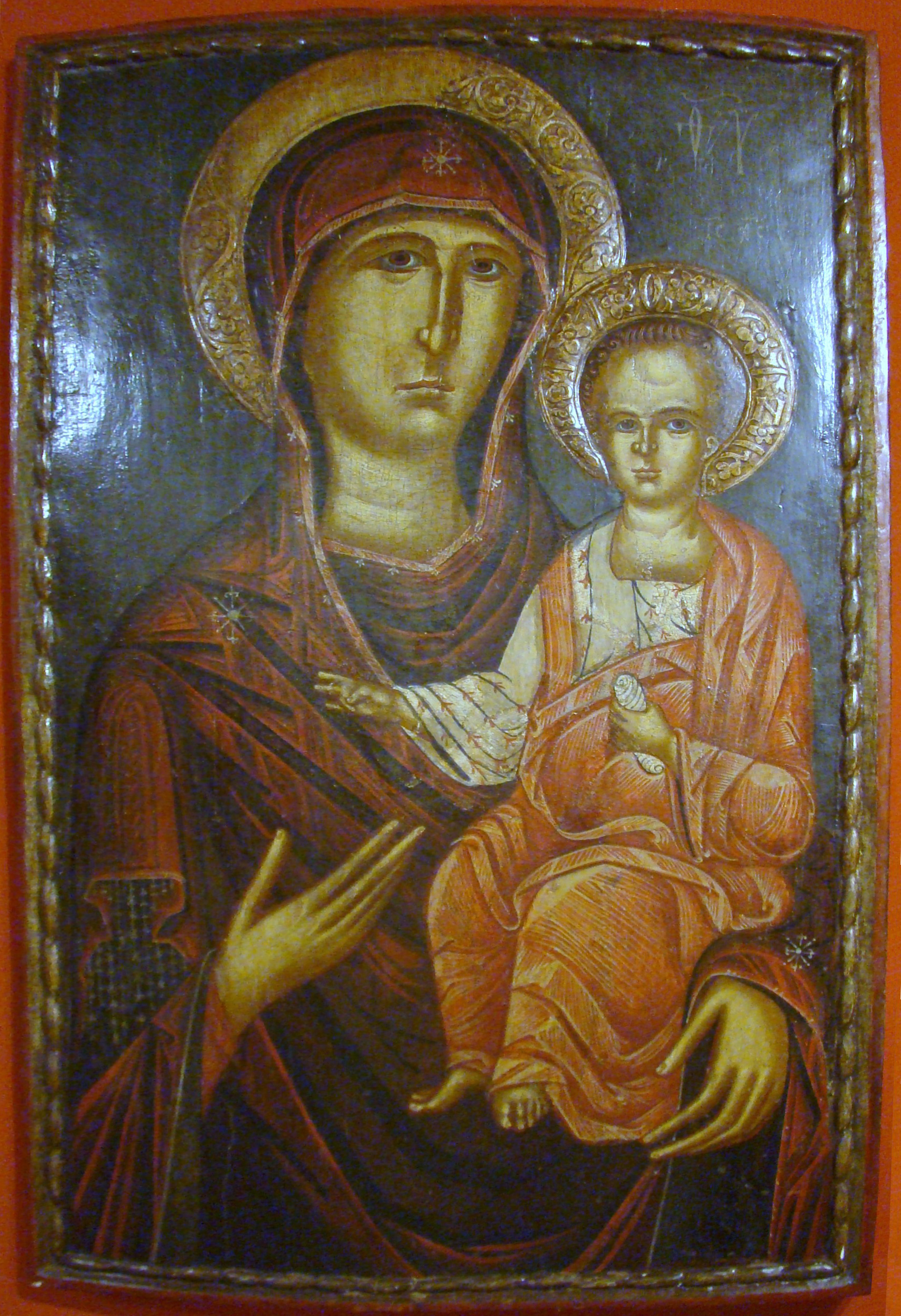
Maica Domnului „Hodighitria” („arătătoarea căii”), icoană ce a aparținut bisericii din Dezmir, Cluj
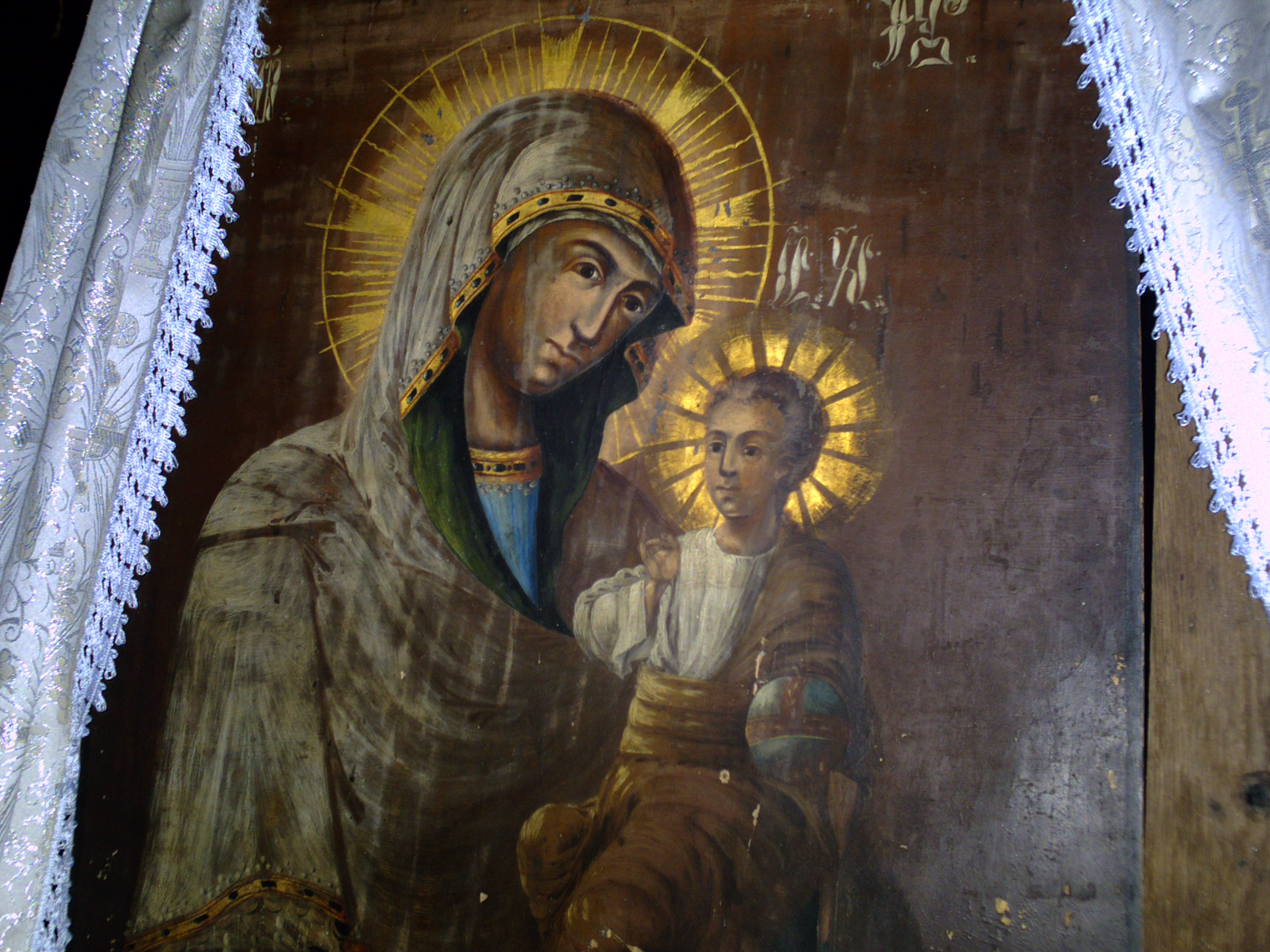
Maica Domnului-biserica de lemn din Bănești
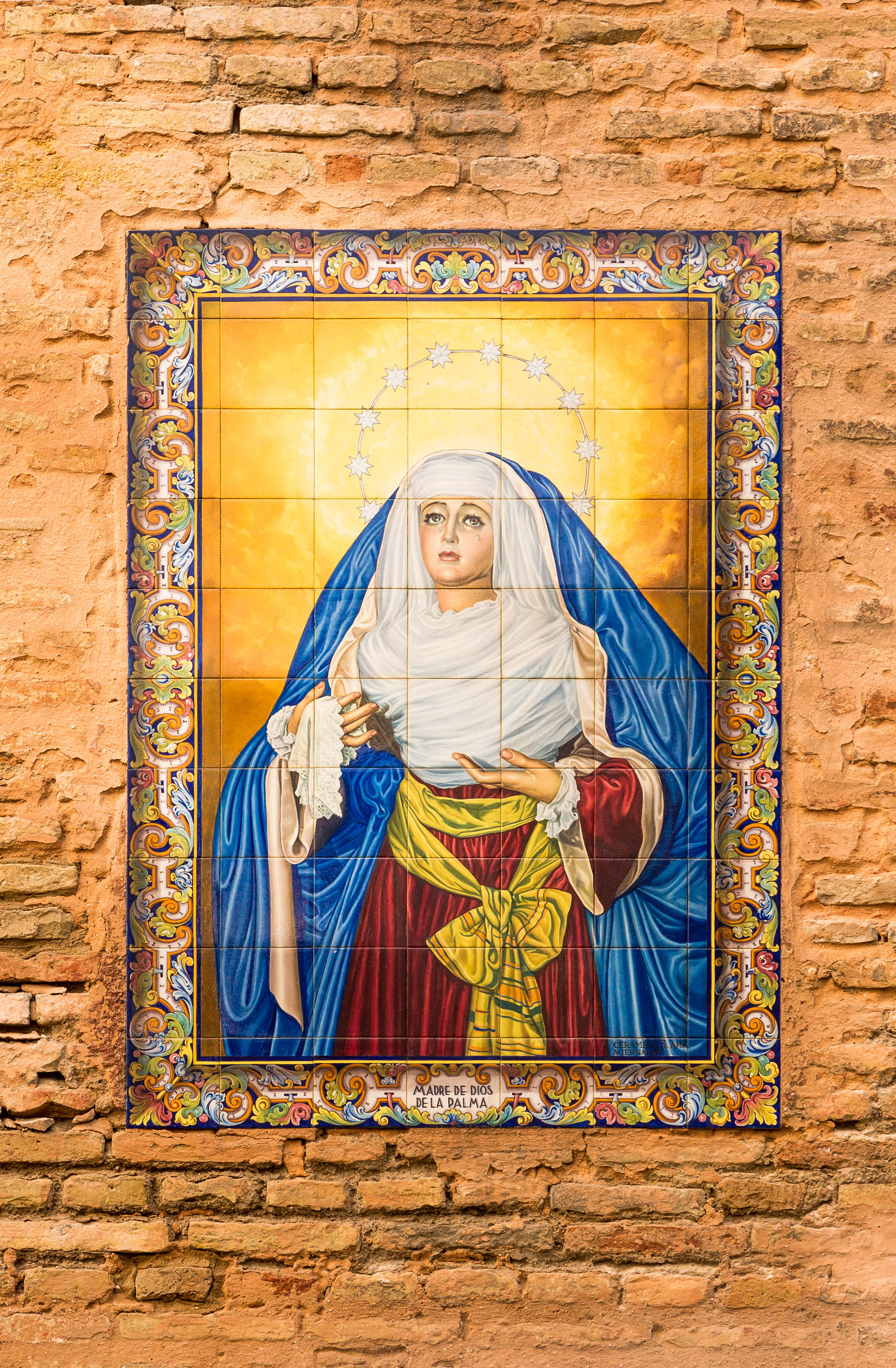
Madre de Dios de la Palma, Sevilla